# プル・マイ・フィンガー
プル・マイ・フィンガー（Pull my finger, 「俺の指を引っ張ってみろ」の意）はアメリカで行われる定番のいたずらの一つである。
このいたずらは、まず仕掛け人が被害者に向かって指を出し、「Pull my finger（俺の指を引っ張ってみろ）」と持ちかける。被害者が指示に従うと、仕掛け人は間合いをはかって放屁し、あたかも指を引っ張ったせいで屁が放出されたかのような印象を醸し出す。仕掛け人は被害者が意表を突かれ困惑する様子を見て喜ぶ、というものである。一般に高齢者が孫世代の子供に向かって試みるいたずらとして知られている。

## 歴史
このいたずらの起源ははっきりしない。ゾラの小説『大地』（La Terre, 1887年）には、イヤサントという名の放屁癖のある男が娘を呼びつけては、さまざまな方法で自分の屁を聞かせようとする様子を描写するくだりで、
のように、娘に手を引っ張らせた後に放屁する場面があるが、引っ張るのが指ではなく手全体である点では相違がある。指を使用している比較的古い事例としては、1910年代から30年代にかけて活躍した野球選手のベーブ・ルースの例が挙げられる。ベーブ・ルースはこのいたずらを好んだとされ、自伝的映画『夢を生きた男/ザ・ベーブ』でも取り上げられている。

## 関連製品
このいたずらに着想を得た、あるいは単に放屁に関連した商品に「Pull my finger」の名が付けられた事例も多い。1999年には99種もの放屁音を収録したCDが「Pull My Finger」と題して発売された。このCDは発売元によれば25万枚以上が売れ、続編も発売された。
同じく1999年にはイリノイ州のTekky Toys社が"Pull My Finger Fred"の名で人形を発売した。この人形は太った中年の白人男性が椅子に座っている、という態様で、その部分だけ大き目に作られている指を引っ張ると、人形から放屁音が再生される、というものである。この人形は全世界で30万体以上が売れ、同社自身が後に人物をサンタクロースやジョージ・W・ブッシュに変更した同様の人形を発売したほか、他社からも模倣品が発売され、著作権侵害であるとして法廷闘争に発展した。この裁判で模倣品業者側は前掲のゾラ『大地』を引用し、"Fred"の特徴は独自の表現にあたらないと主張した。
2008年にはAir-O-Matic社が「Pull My Finger」の名称でiPhone向けアプリケーションを発表した。このアプリケーションは画面上に表示された指に触れると放屁音が再生されるというものである。この時期にはiPhone向けに多数の放屁アプリが発表されており、そのうちの一つ、「iFart Mobile」を発売するInfomedia社が宣伝文句として"Pull my finger"を使用したことから、Air-O-Matic社が商標権の侵害であると主張し法的紛争となった。Infomedia社側は「アメリカにおいて"Pull my finger"は放屁を想起させる表現としては既にありふれたものとなっている」と主張していたが、後に両社は和解した。